# Humany
Humany AB är ett företag som gör programvaror för sök och självservice. Mest känt är Humany för sina Webbassistenter, SiteAssistant samt sökteknologin SearchAssistant.
Kärnan i programmen är en språkmotor som använder så kallad naturlig språkförståelse för att tolka det användaren skriver och försöker lämna det mest lämpliga svaret tillbaka.
Till språkmotorn är det möjligt att koppla olika kanaler som webb, e-post, mobiltelefon (WAP, SMS) och vanlig telefon. Programmen kan även integreras mot andra system för att exempelvis hämta svar eller delar av svar.
Humany blev känt under IT-boomen då företaget attraherade kända personer till sin styrelse. Bland de personer som suttit med i Humanys styrelse finns bland annat Carl Bildt, Klas Eklund och Ulf Dahlsten.
Internetworld rankade Humany som en av Sveriges hetaste nätentreprenörer 2006. 
2017 förvärvades Humany av Telia  och ingår numera som en del av Telias kontaktcenterplattform, Telia ACE, under produktnamnet ACE Knowledge.